# Bugulopsis peachii
Bugulopsis peachii is een mosdiertjessoort uit de familie van de Bugulidae. De wetenschappelijke naam van de soort is, als Cellularia peachii, voor het eerst geldig gepubliceerd in 1851 door Busk.